# Дорожнянська сільська рада
| Дорожнянська сільська рада — колишній орган місцевого самоврядування у Гуляйпільському районі Запорізької області з адміністративним центром у с. Дорожнянка. Сільській раді були підпорядковані населені пункти: - с. Дорожнянка |

## Склад ради
Рада складалася з 12 депутатів та голови.

### Керівний склад ради
| ПІБ                              | Основні відомості                                                 | Дата обрання | Дата звільнення |
| -------------------------------- | ----------------------------------------------------------------- | ------------ | --------------- |
| Чорнобук Ніна Василівна          | Сільський голова, 1959 року народження, освіта, позапартійна      | 26.03.2006   | 15.07.2009      |
| Кириченко Анатолій Володимирович | Сільський голова, 1963 року народження, освіта вища, безпартійний | 31.10.2010   |                 |

Примітка: таблиця складена за даними джерела

## Пам'ятки
- На території сільської ради розташований ботанічний заказник місцевого значення «Балка Дорожнянська»[2].

## Населення
За переписом населення України 2001 року в сільській раді мешкало 327 осіб.

### Мова
Розподіл населення за рідною мовою за даними перепису 2001 року:
| Мова       | Відсоток |
| ---------- | -------- |
| українська | 92,77 %  |
| російська  | 6,63 %   |
| інші       | 0,60 %   |